# Prasmodon dondavisi
Prasmodon dondavisi (лат.) — вид мелких наездников подсемейства Microgastrinae из семейства Braconidae (Ichneumonoidea). Видовое название dondavisi дано в честь американского энтомолога Don Davis (National Museum of Natural History, Smithsonian Institution, Вашингтон, США), крупного специалиста по бабочкам из надсемейства Tineoidea.

## Распространение
Неотропика (Коста-Рика).

## Описание
Паразитические наездники крупных для микрогастерин размеров. Длина тела 5,3—5,6 мм, длина переднего крыла 5,5—5,8 мм. Основная окраска желтовато-оранжевая. От близких таксонов отличается затемнёнными буроватыми жгутиком и скапусом усика на фоне почти полностью однотонной светлой окраски груди, головы и брюшка; буровато-чёрными задними концами голеней задних ног, тёмной птеростигмой и жилкам крыла. Паразитируют на гусеницах бабочек (Crambidae).
Яйцеклада равен около половины от длины задней голени; первый тергит гладкий; второй тергит поперечный. Переднее крыло с закрытым ареолетом (вторая субмаргинальная ячейка). Проподеум с морщинками и гладкими местами. Лунулы треугольные. Нотаули глубокие. Жгутик усика 16-члениковый. Нижнечелюстные щупики 5-члениковые, нижнегубные щупики состоят из 3 сегментов. Дыхальца первого брюшного тергиты находятся на латеротергитах.